# Hietasaari (ö i Södra Savolax, Nyslott, lat 61,79, long 28,81)
Hietasaari är en ö i Finland. Den ligger i sjön Pihlajavesi och i kommunen Nyslott i  landskapet Södra Savolax, i den sydöstra delen av landet, 270 km nordost om huvudstaden Helsingfors. Öns area är 78,4 hektar och dess största längd är 2,1 kilometer i nord-sydlig riktning.